# Бустанаево
Бустанаево (баш. Боҫтанай) — деревня в Бураевском районе Республики Башкортостан Российской Федерации. Входит в состав Кузбаевского сельсовета.

## География

### Географическое положение
Расстояние до:
- районного центра (Бураево): 17 км,
- центра сельсовета (Кузбаево): 5 км,
- ближайшей ж/д станции (Янаул): 51 км.

## История
В «Списке населенных мест по сведениям 1870 года», изданном в 1877 году, населённый пункт упомянут как деревня Бустанаева 3-го стана Бирского уезда Уфимской губернии. По данные метрических книг найденных в Саранском государственном архиве, выходцы были мишари, переселилившиеся из села Татарская Пишля, ныне Республика Мордовия. Располагалась при речках Гарейке и Ургузе, в 80 верстах от уездного города Бирска и в 75 верстах от становой квартиры в селе Касево. В деревне, в 75 дворах жили 361 человек (182 мужчины и 179 женщин, тептяри), были мечеть, водяная мельница. Жители занимались земледелием, скотоводством. 

## Население
| 2002 | 2009 | 2010 |
| ---- | ---- | ---- |
| 177  | ↘161 | ↘156 |

Согласно переписи 2002 года, преобладающая национальность — башкиры (92 %).